# 皮奥伊州圣安娜
皮奥伊州圣安娜（葡萄牙語：Santana do Piauí）是巴西皮奥伊州的一个市镇。总面积140.688平方公里，总人口4911人，人口密度34.9人/平方公里。